# Relaciones México-Tailandia
Las naciones de México y Tailandia establecieron relaciones diplomáticas en 1975. Ambas naciones son miembros del Foro de Cooperación Económica Asia-Pacífico, del Foro de Cooperación de Asia Oriental y América Latina y de las Naciones Unidas.

## Historia
Loss primeros contactos entre México y Tailandia tuvieron lugar a fines del siglo XVI cuando España comerciaba plata, chiles y frutas de Nueva España (actual México) con el Reino de Siam (actual Tailandia) desde las Filipinas. El comercio entre ambas naciones continuó hasta que México obtuvo su independencia de España en 1821. Serían otros 150 años antes de que ambas naciones establecieran relaciones diplomáticas. El 28 de agosto de 1975, México y Tailandia establecieron formalmente relaciones diplomáticas. En 1978, Tailandia abrió una embajada permanente en la Ciudad de México y en septiembre de 1989, México abrió una embajada en Bangkok.
En marzo de 2002, el Primer ministro tailandés Thaksin Shinawatra se convirtió en el primer jefe de Estado tailandés en visitar México cuando viajó a la ciudad de Monterrey para asistir el Consenso de Monterrey. El primer ministro Shinawatra regresó nuevamente en octubre de ese mismo año para asistir a la Cumbre APEC en Los Cabos. En 2003, el presidente mexicano Vicente Fox realizó una visita a Tailandia y se reunió con el rey Bhumibol Adulyadej. El 23 de mayo de 2014, México condenó el Golpe de Estado tailandés y solicitó una resolución pacífica del conflicto.
En 2020, ambas naciones celebraron su 45 aniversario de establecer relaciones diplomáticas. En 2021, México y Tailandia celebraron su IV reunión del Mecanismo de Consulta Política la cual se llevó a cabo de manera virtual.

## Visitas de alto nivel

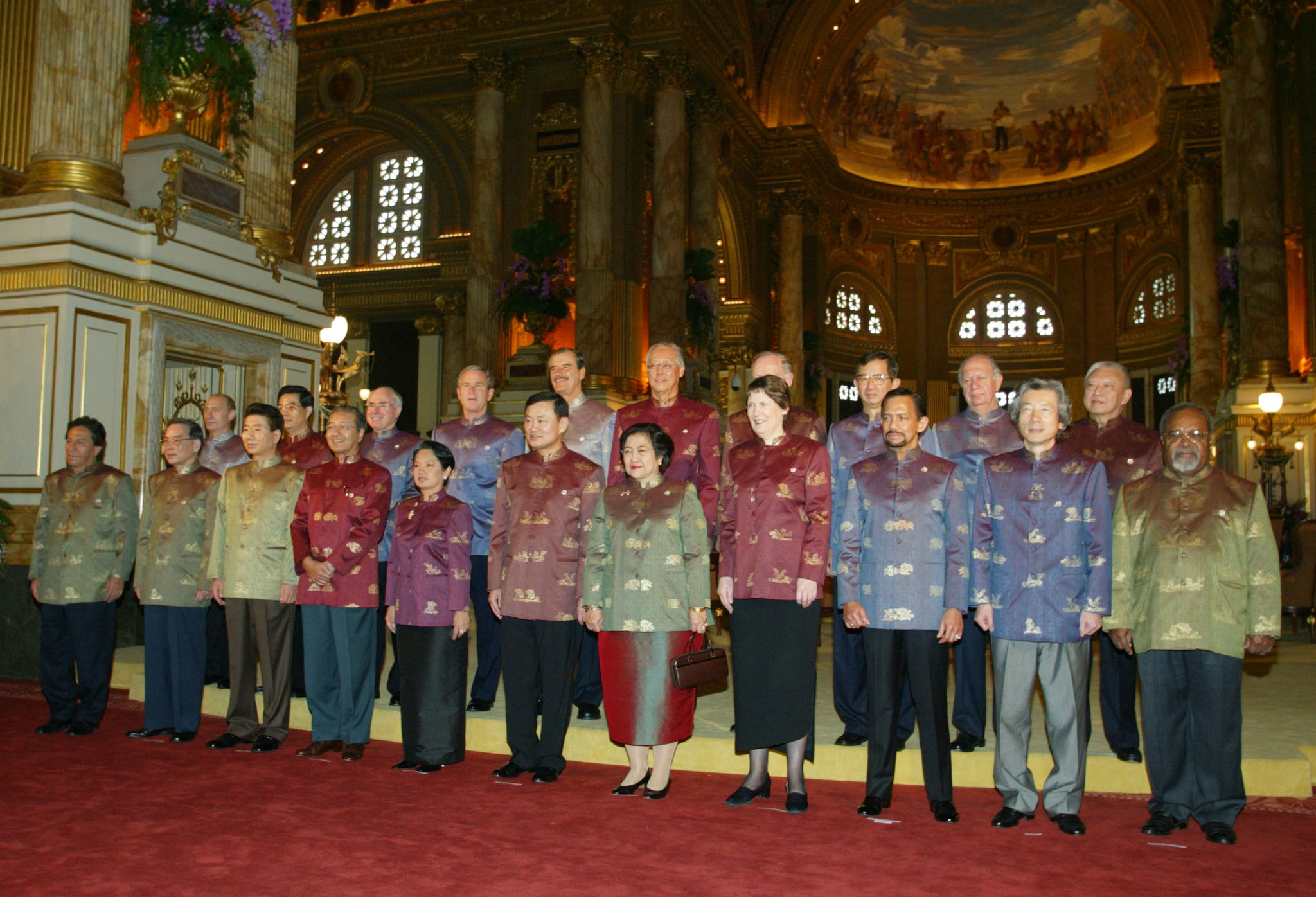
El presidente mexicano Vicente Fox asistiendo a la cumbre del APEC en Bangkok; 2003.

Visitas de alto nivel de México a Tailandia
- Secretario de Relaciones Exteriores José Ángel Gurría (1996)
- Secretario de Relaciones Exteriores Jorge Castañeda Gutman (2002)
- Presidente Vicente Fox (2003)
- Secretaria de Relaciones Exteriores Patricia Espinosa Cantellano (2011)

Visitas de alto nivel de Tailandia a México
- Vice primer ministro Amnuay Viravan (1996)
- Príncipe Vajiralongkorn (1996)
- Vice primer ministro Bhichai Rattakul (1998)
- Viceministro de Relaciones Exteriores Sukhumbhand Paribatra (2000)
- Primer ministro Thaksin Shinawatra (marzo y octubre de 2002)
- Vice primer ministro Somkid Jatusripitak (2002)
- Ministro de Asuntos Exteriores Surakiart Sathirathai (2002)

## Acuerdos bilaterales
Ambas naciones han firmado varios acuerdos bilaterales, como un Acuerdo de Cooperación de Aviación y Transporte (1991); Acuerdo sobre la exención de visa para pasaportes diplomáticos y oficiales (1999); Acuerdo sobre Cooperación Cultural y Educativa (2003) y un Memorando de Entendimiento para el establecimiento de un mecanismo de consulta en asuntos de interés mutuo (2011).
Cada año, desde el establecimiento de las relaciones diplomáticas, los gobiernos de ambas naciones ofrecen becas a los ciudadanos de cada nación para estudiar en México o Tailandia para graduados y de formación diplomática.

## Relaciones comerciales
En 2023, el comercio bilateral entre ambas naciones ascendió a $9 mil millones de dólares. Los principales productos de exportación de México a Tailandia son: teléfonos y teléfonos móviles, motores y generadores, piezas de maquinaria, piezas y accesorios para vehículos de motor, chatarra, zinc, medicamentos, verduras, pescado, chocolate y alcohol. Los principales productos de exportación de Tailandia a México son: máquinas de procesamiento de datos, circuitos electrónicos integrados, teléfonos y teléfonos móviles, vehículos de motor, llantas de caucho, aluminio, prendas de vestir, semillas, arroz, joyas y metales preciosos.

## Misiones diplomáticas residentes
- México tiene una embajada en Bangkok.[9]
- Tailandia tiene una embajada en la Ciudad de México.[10]

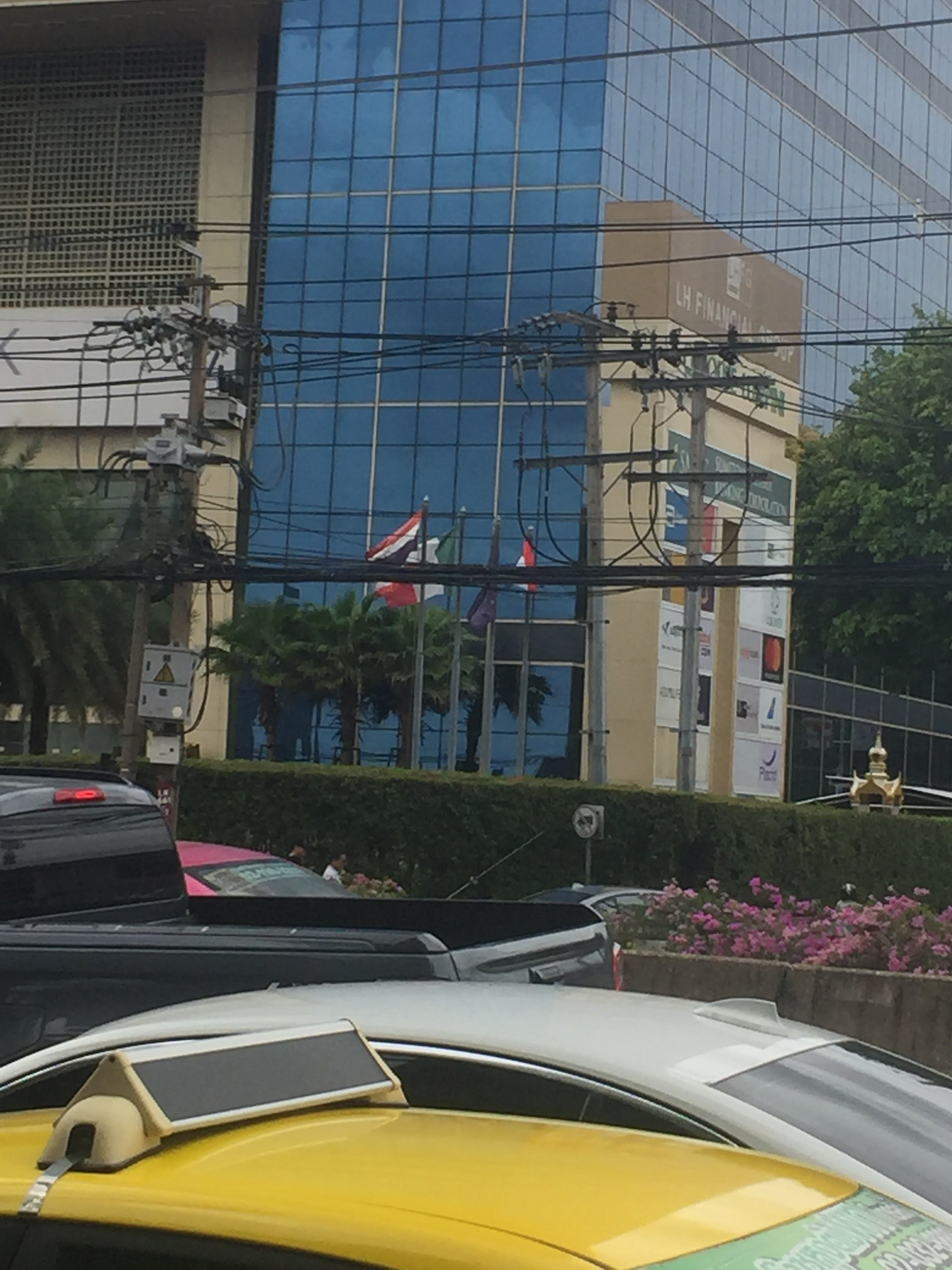
Embajada de México en Bangkok
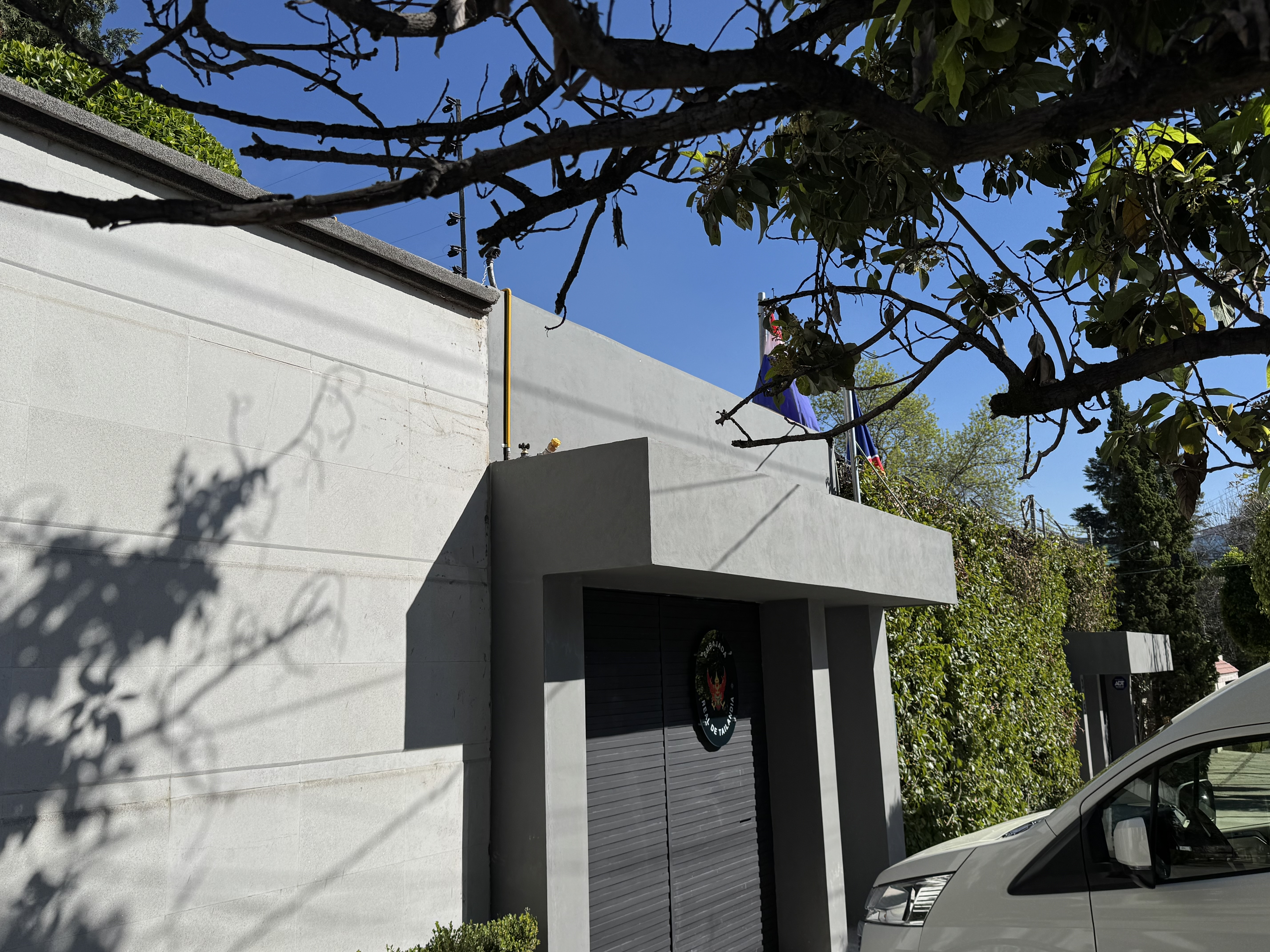
Embajada de Tailandia en la Ciudad de México